# 717-es busz (Magyarország)
A 717-es jelzésű autóbuszvonal Szombathely, Pornóapáti és Monyorókerék [Eberau] között húzódik, amelyet a MÁV Személyszállítási Zrt. üzemeltet.

## Útvonala
A Vas megyei Szombathelyről indul. A városi buszállomásról délnyugati irányban, a Perint patakon átívelő Magyar László úton kezdi el útját az Eötvös Loránd Tudományegyetem szombathelyi egységéhez. Az Óperint városrészből szűk utcákon keresztül éri el a nárai közutat, amit Sallaitelep és Újperint településrészei öveznek, és az ezekben rejlő tömérdek családiház. Az újperinti sportcentrum mentén, a 8713-as mellékúton hagyja el a vasi megyeszékhelyet.
Útjának első fele erdős szakaszokon zajlik, aminek a gabonaföldek és Nárai területe vet véget. A járatok Szombathelyen és az osztrák térségen kívül minden megállóban megállnak, így a község minden szegletében engedélyezett a felszállás. Majd utána egy hosszabb ideig a kietlen alpokaljai régióban közlekedik, míg nem az államhatárral szomszédos Pornóapátiba hajt. A falu vonalközi végállomásnak számít, mivel a reggel folyamán az ingázó járat után, a délután folyamán pedig az ingázó járat előtt Pornóapátiból történik az indítás. Rajta átfolyik a Pornóapáti-patak, mely a Pinkába folyik, ami az ausztriai beledi országhatár irányába folyik. A vonal 18. kilométerénél átlép Ausztriába.
A hátralevő szakaszon nem áll már meg Monyorókerék településig, hiszen a helyi iskoláig járnak a Szombathelyről közlekedő Volán-járatok.

## Közlekedése
Indításai osztrák tanítási napokon történnek, reggelente Szombathelyről, délután Monyorókerékről. Pénteki napokon 2,5 órával hamarabb indul vissza az autóbusz az egykori Savaria területére, mint hétfő és csütörtök között. A járatok belföldi utazásra nem vehetők igénybe.
| Viszonylat                                  | Indításszám | Közlekedési rend         |
| ------------------------------------------- | ----------- | ------------------------ |
| Szombathely, aut. áll. – Monyorókerék, isk. | 1 pár       | osztrák tanítási napokon |
| Pornóapáti, aut. vt. – Monyorókerék, isk.   | 1 pár       | osztrák tanítási napokon |

### Járművek
A Szombathely és Monyorókerék közötti 717-es buszvonal indításai a 23 kilométeres szakaszt 35 perc alatt teljesíti. Ezek a járművek a MÁV Személyszállítási Zrt. üzemeltetése alatt állnak, azonban tősgyökeresen MAN Lion's Regio magaspadlós autóbusz viszi végbe a hétköznapi ingázásokat. Emellett 2022-ben beszerzett Volvo 8900-as autóbusz is fellelhető a járművek listáján.

## Megállóhelyei
| 0                                    | Szombathely, autóbusz-állomás végállomás            | 0.0 km  | 1U, 4H, 5, 5H, 7H, 8, 9, 10H, 22, 23, 27, 27A, 30Y 715 1636, 1642, 1643, 1660, 1662, 1663, 1664, 1666, 1667, 1668, 1669, 1671, 1673, 1715, 1726, 1727, 1806, 1848 6602, 6603, 6604, 6605, 6610, 6611, 6616, 6617, 6620, 6623, 6628, 6630, 6632, 6635, 6640, 6645, 6648, 6653, 6654, 6655, 6660, 6663, 6680, 6686, 6690, 6703 |
| 1                                    | Szombathely, Savaria Egyetemi Központ               | 0.8 km  | 1U, 8H, 22 1622, 1636, 1667, 1726 6653, 6654, 6655, 6660, 6663, 6680, 6686 |
| 2                                    | Szombathely, nárai elágazás                         | 2.4 km  | 6, 7, 20, 29A 6680, 6686 |
| 3                                    | Szombathely, Fadrusz utca                           | 3.1 km  | 6, 7, 20 6680, 6686 |
| 4                                    | Szombathely (Újperint), sportcentrum                | 3.8 km  | 6, 7 6680, 6686 |
| 5                                    | Nárai, újtelep                                      | 6.9 km  | 6680, 6686 |
| 6                                    | Nárai, autóbusz-váróterem                           | 8.0 km  | 6680, 6686 |
| 7                                    | Nárai, felső                                        | 8.7 km  | 6680, 6686 |
| 8                                    | Pornóapáti, autóbusz-váróterem vonalközi végállomás | 16.2 km | 6680, 6686 |
| 9                                    | Pornóapáti, országhatár                             | 17.9 km | |
| Magyarország – Szlovákia országhatár |                                                     |         | |
| 10                                   | Bildein, Staatsgrenze Beled, országhatár            | 17.9 km | |
| 11                                   | Eberau, Schule Monyorókerék, iskola végállomás      | 22.9 km | |